# Port lotniczy Singapur-Paya Lebar
Port lotniczy Singapur-Paya Lebar – czwarty co do wielkości port lotniczy Singapuru. Używany jest obecnie do celów wojskowych.
W sąsiedztwie znajduje się Muzeum Sił Powietrznych Republiki Singapuru.